# Élections générales espagnoles de 1850
Les élections générales espagnoles de 1850 sont les élections à Cortès célébrées en Espagne le 31 août 1850, durant la Décennie modérée du règne d'Isabelle II, au suffrage censitaire masculin.
La législature commence le 31 octobre 1850 et prend fin à la disolution du parlement proclamée le 7 avril 1850.